# Пидуруталагала
Пидуруталага́ла — горная вершина на острове Шри-Ланка, также известная как гора Педро.
Высшая точка республики Шри-Ланка. Возвышается на 2524 м над уровнем океана и на 500—700 м над прилегающим плоскогорьем. Расположена в центральном нагорье Шри-Ланки, недалеко от города Нувара-Элия. Имеет куполовидную форму. Сложена гнейсами и гранитами. На вершине установлен главный телевизионный транслятор страны.
Её название переводится как «циновочная гора».